# Arda (J. R. R. Tolkien)
(Il Silmarillion)
Nelle opere letterarie di J. R. R. Tolkien, Arda è il mondo nel quale accade ogni evento; parte di Eä, ospita i continenti della Terra di Mezzo e di Aman. Tolkien ha dichiarato che Arda non è nient'altro che la Terra immaginata in modo diverso (le sue precise parole sono "a un differente stadio dell'immaginazione"). Arda non è dunque altro che, in qualche modo, la Terra come avrebbe potuto essere in ere passate.

## Storia e geografia
Nell'immaginaria storia tolkieniana, Arda fu creata insieme col resto di Eä dopo la Musica degli Ainur.
Inizialmente era un luogo caotico, infuocato, arido e inospitale. Dopo ere di fatica nel resto di Eä, i Valar e i primi Maiar scesero su Arda e vi posero ordine, cominciando a renderla così come la ricordavano dalla Visione generata durante l'Ainulindalë.
Al momento della creazione delle Lampade, che segna il completamento della creazione di Arda e che diede inizio agli Anni delle Lampade, Arda era un mondo piatto i cui continenti erano circondati da un oceano, Ekkaia o Mare Accerchiante, il Mare Esterno, e separati da Belegaer, il "Grande Mare".
Durante la Prima Era, l'area a nord-ovest della Terra di Mezzo era occupata dalla regione del Beleriand, che fu però distrutta durante la Guerra d'Ira.
Durante la Seconda Era, Númenor sorse nel Grande Mare come ricompensa per gli Edain. Quest'isola rimase per quasi tutta la Seconda Era, ma fu infine distrutta da Eru Ilúvatar a causa dell'orgoglio dei Númenóreani, che avevano infranto il Divieto dei Valar di veleggiare verso Aman.
Dopo la distruzione di Númenor, Ilúvatar rese Arda sferica. Le terre di Aman e di Tol Eressëa furono portate fuori dal mondo, e da allora in poi poterono essere raggiunte soltanto dagli Elfi, seguendo la Strada Diritta che fu loro assegnata.
A sud della Terra di Mezzo ci sono le Terre Oscure e ad est di queste le Terre Orientali (i piccoli continenti, rispettivamente, di Hyarmenor e di Romenor).

## Le fasi del mondo

Arda scritto in lettere tengwar.

La storia di Arda fa sì che in essa vengano individuate, all'interno delle stesse opere di Tolkien, tre grandi "fasi" che scandiscono la sua stessa evoluzione, corrispondenti ognuna ad una diversa condizione del mondo.

### Arda Incorrotta
Il mondo come fu costruito originariamente dai Valar è chiamato, nelle opere di Tolkien, Arda Incorrotta, in contrapposizione ad Arda Corrotta. Questo mondo ebbe il suo inizio con il completamento della creazione di Arda e finì con l'ultimo degli Anni delle Lampade e con la fine della cosiddetta Primavera di Arda, distrutto e contaminato da Melkor. Esso è chiamato così a causa della sua natura, conforme al progetto originario dei Valar: doveva essere un paradiso terrestre in cui la bellezza, l'abbondanza, l'armonia, la felicità e la pace avrebbero regnato ovunque e in modo imperituro, tra le razze parlanti e le specie non-parlanti, sotto il benevolo governo e la benevole guida dei Valar. Dopo la fine della Primavera di Arda, questa condizione perfetta esisterà solo in Valinor e nell'isola di Tol Eressëa.

### Arda Corrotta
La Arda corrotta è la forma mundi che più si avvicina alla reale Terra, un mondo dove esistono sia il Bene che il Male in tutte le loro rispettive forme. Essa consegue dalla contaminazione sia morale (nei confronti di Elfi e Uomini, inizialmente tutti estranei al Male), che spirituale, fisica e magica del Mondo (originariamente "Arda Incorrotta") attuata da Melkor, il Principio del Male, e dai suoi servi. 
L'effetto più evidente della decaduta condizione di questo tipo di Mondo è la degenerazione, attuata comunque nell'arco di lunghi eoni di tempo, della razza elfica, una sorta di invecchiamento che nell'originario schema dei Valar (Arda Incorrotta), doveva essere del tutto inesistente.

La fase della corruzione di Arda dura per tutti gli Anni degli Alberi e del Sole fino all'avvento della Dagor Dagorath, la Battaglia del Giudizio.

### Arda Guarita
Lo stato che verrà raggiunto da Arda in seguito al ristabilimento di Arda Incorrotta dopo la Fine del Mondo è indicato dal titolo Arda Guarita. Sarà simile alla condizione di Arda Incorrotta ma nei fatti migliore, in quanto includerà anche tutte le cose buone generate da e in Arda Corrotta. Arda Guarita verrà creata dopo la Dagor Dagorath, quando Morgoth verrà definitivamente sconfitto e il Male totalmente sradicato, tuttavia questo non compare nel Silmalirrion ma viene riportato solo nella History of Middle-earth.

## Drúwaith Iaur
Il Drúwaith Iaur è una regione di Arda. È la zona tradizionalmente abitata dal popolo dei Drúedain.

### Geografia
La regione, povera e poco densamente popolata, si trova ai confini occidentali del reame di Gondor. La delimitano a nord il fiume Isen e a sud dalle estreme propaggini degli Ered Nimrais, oltre le Montagne Nebbiose. Si affaccia sul mare in corrispondenza della breccia di Rohan.

## Continenti
Arda ospita i continenti della Terra di Mezzo e di Aman.